# Polyarthra trigla
Polyarthra trigla är en hjuldjursart som beskrevs av Ehrenberg 1834. Polyarthra trigla ingår i släktet Polyarthra och familjen Synchaetidae.